# Gushri Khan

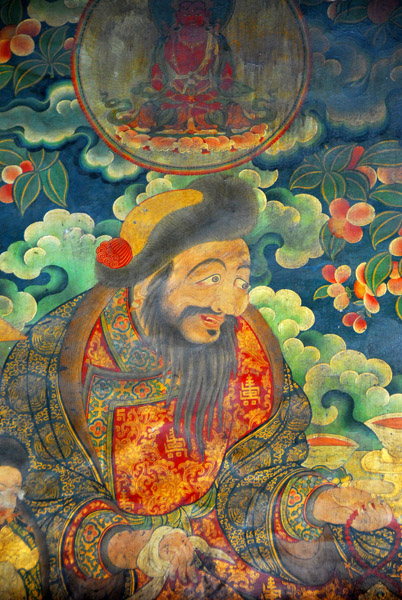
Gushri Khan, Ausschnitt aus einer historischen Malerei im Jokhang-Tempel

Gushri Khan (Töröbaikhu Nomin, * 1582; † 1655), ein Fürst der westmongolischen, oiratischen Choschuten, verhalf dem fünften Dalai Lama Ngawang Lobsang Gyatsho (1617–1682) zur politischen Macht über Tibet und wurde erster Khan des Choschuten-Khanats.

## Die Notlage der Gelugpa
Die Gelugpa-Sekte des Dalai Lama besaß um 1635 nur wenig Rückhalt in Tibet. Der 10. Karmapa und der Gouverneur bzw. Regent von Tsang in Zentraltibet hatten sich gegen sie verbündet, die Mongolen unter Chogtu († 1637, einer der Unterführer des verstorbenen Ligdan Khan) sowie der Fürst von Beri in Osttibet (ein Bönpo) traten hinzu. Wiederholt drangen mongolische Truppen in Tibet ein und kamen bis Drepung. In der Notlage akzeptierten die Gelugpa dann die Hilfe der Oiraten gegen ihre Feinde, speziell die von Khungtaidschi Batur (reg. 1634–1653, von den Jüün Ghar) und Gushri Khan von den Khoshuud.

## Das Ringen um Tibet
Die Choschuten, eine Untergruppe der Oiraten nomadisierten unter Gushri Khan in Amdo (= Qinghai) ein, speziell im Raum um den Kokonor und Tsaidam. 
Gushri wird bereits für das Jahr 1630 erwähnt, als er zusammen mit Dalay, dem Fürsten der Dürbeten (einer dritten Untergruppe der Oiraten) Chokur, einen abtrünnigen Oiraten-Prinzen am Ural-Fluss besiegte. Mit den politischen Erfolgen ihres Prinzen übernahmen die Khoshuud die Kontrolle über die tibetischen Nomaden bis hinein ins östliche Jangthang, ins nördliche Kham und südliche Amdo. So schlug Gushri Khan 1637 die Chogtu-Mongolen, 1638 wurde er zum König von Tibet ernannt, 1639 zog er gegen Beri und 1641 ließ er die Festung von Samzhubzê stürmen, den Herrscher von Tsang (den „Tsangpa Desi“) gefangen nehmen und hinrichten. Nach diesem siebenjährigen Krieg waren alle Gegenspieler der Gelugpa beseitigt und der Khan übergab dem fünften Dalai Lama die politische Macht über das Land (1642). 
In der Folge wurde Tibet durch einen vom fünften Dalai Lama eingesetzten Desi (d. h. Regenten) und den mongolischen Khan in alterprobter Weise verwaltet, wobei der Desi die Rolle des geistlichen Lehrers und der Khan die Rolle des Gabenherren einnahm. Im Innenhof des Jokhang-Tempels zeugt ein Bild davon.

## Seine Nachfolge
Nachfolger Gushri Khans wurde sein Sohn Dayan Otschir Khan (reg. 1656–1668), dann regierte dessen Sohn Dalai Khan und schließlich Latsang Khan (reg. 1700/1–1717), unter dem die Macht der Choschuten über Tibet ihr Ende fand.